# Szakony
Szakony is een plaats (község) en gemeente in het Hongaarse comitaat Győr-Moson-Sopron. Szakony telt 408 inwoners (2015).

## Afbeeldingen

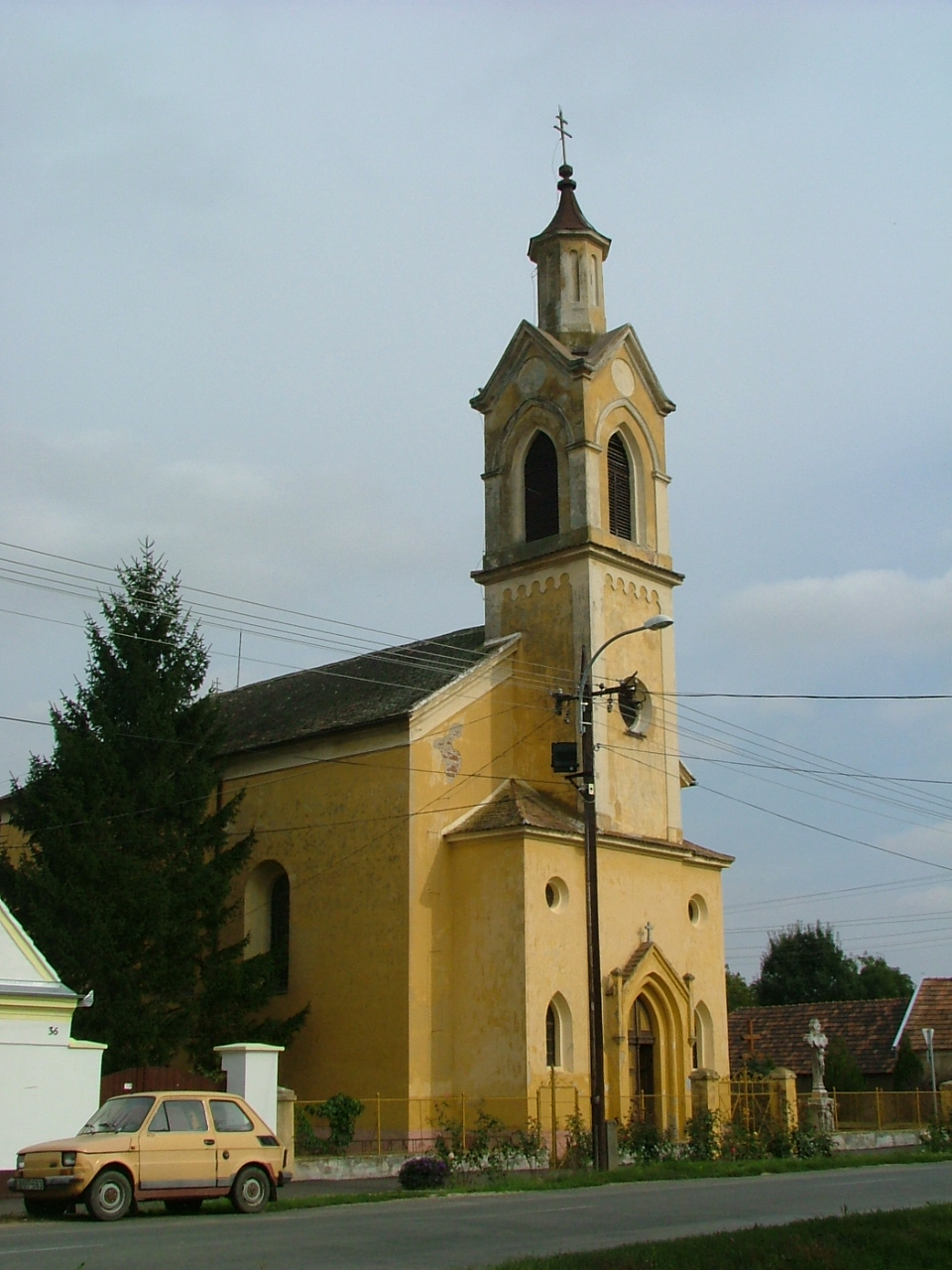
Katholieke kerk in Szakony
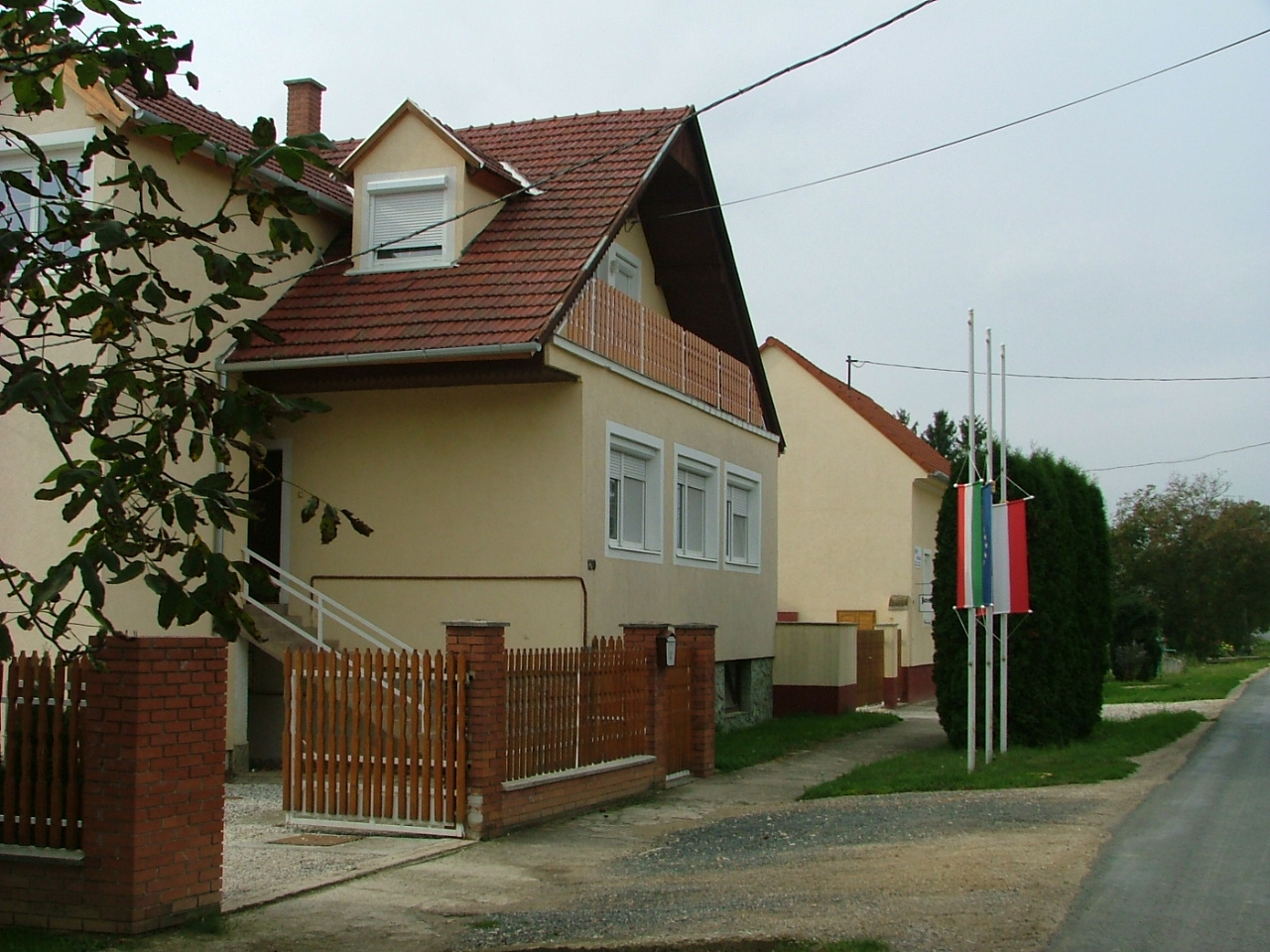
Grenspost in Szakony
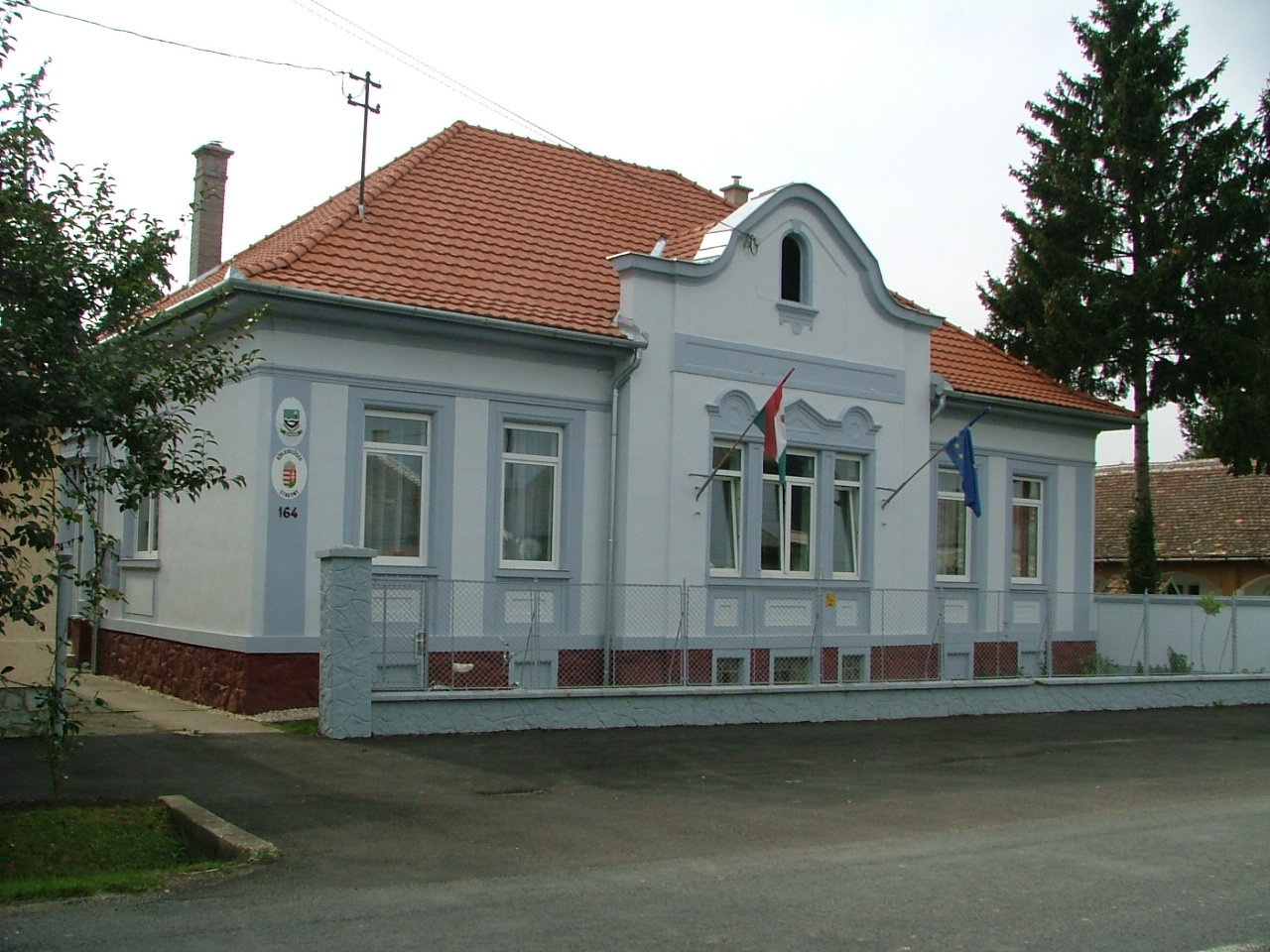
Stadhuis van Szakony